# Узурпація
Узурпація (від лат. usurpare — використовувати) — захоплення влади без законного права. Часто призводить до встановлення нелегітимного державного режиму. Узурпація може відбуватися збройним шляхом або в результаті змови.
Термін може застосовуватися також для позначення неконституційного захоплення влади певним посадовцем чи групою посадовців у немонархічній державі, перевищення повноважень або привласнення собі чужих прав.
Узурпатор (лат. usurpator, від лат. usurpo — захоплюю) — це особа, що незаконно захопила у свої руки владу або присвоїла собі які-небудь чужі права на щось.